# حق رای زنان در ایالت های ایالات متحده
حق رای زنان در ایالات متحده به‌طور کامل یا جزئی توسط شهرها، شهرستان‌ها، ایالت‌ها و مناطق مختلف در دهه‌های پایانی قرن نوزدهم و اوایل قرن بیستم به تصویب رسید. از آنجایی که زنان در برخی مکان‌ها حق رای داشتند، شروع به نامزدی برای مناصب دولتی و کسب مقام‌هایی به عنوان اعضای هیئت‌مدیره مدرسه، منشی شهرستان، قانون‌گذاران ایالتی، قضات، و در مورد ژانت رانکین، به عنوان عضو کنگره کردند.
کمپین برای به تصویب رساندن حق رای زنان در ایالت‌ها همزمان با کمپین اصلاح قانون اساسی ایالات متحده انجام شد که موجب می‌شد این حق در تمام ایالت‌ها به تصویب و تأیید برسد. آن کمپین با تصویب اصلاحیه نوزدهم در سال ۱۹۲۰ به موفقیت رسید.

## تاریخچه

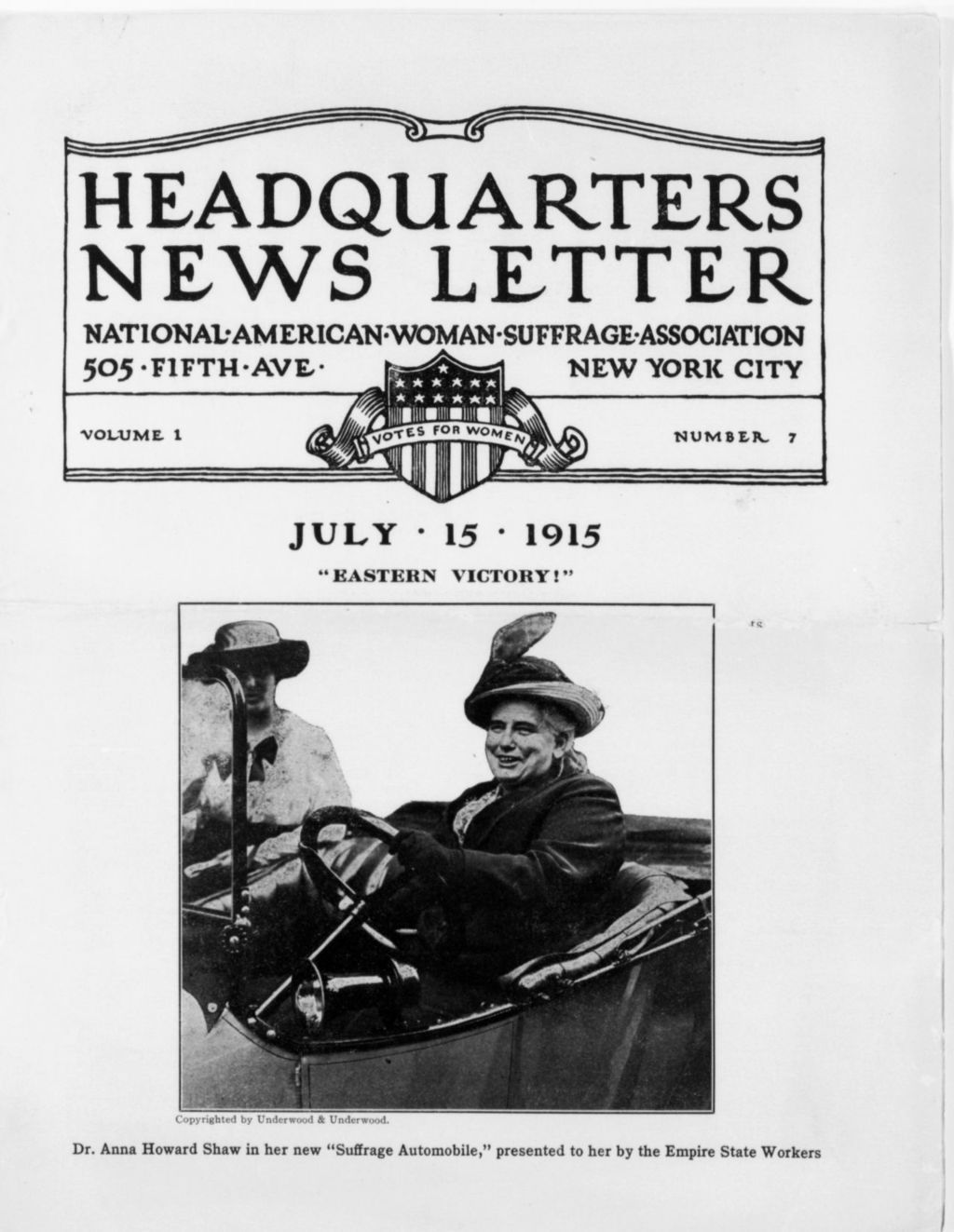
نامه ستاد خبری NAWSA، ۱۵ ژوئیه ۱۹۱۵ " پیروزی شرقی "

تقاضا برای حق رای زنان در دهه ۱۸۴۰ شروع به قوت گرفتن گرفت که از جنبش گسترده‌تری به نام حقوق زنان برخواسته بود. کنوانسیون سنکا فالز، اولین کنوانسیون حقوق زنان، با تأیید حق رای زنان در سال ۱۸۴۸، موجب شکل‌گیری یک بحث ملی شد. در زمان تشکیلکنوانسیون ملی حقوق زنان در سال ۱۸۵۱، حق رای به خواست اصلی جنبش تبدیل شده بود. 
اولین سازمان‌های ملی حق رأی در سال ۱۸۶۹ تأسیس شد، زمانی که دو سازمان رقیب تشکیل شدند که هر کدام برای حق رأی در هر دو سطح ایالتی و ملی مبارزه می‌کردند. انجمن ملی حق رأی زنان (NWSA)، به رهبری سوزان بی. آنتونی و الیزابت کدی استانتون، به ویژه به اصلاحیه حق رأی در سطح ملی علاقه‌مند بودند. انجمن حق رای زنان آمریکایی (AWSA) به رهبری لوسی استون، تمایل داشت که بیشتر برای حق رای در سطح ایالتی کار کند.  آنها در سال ۱۸۹۰ به عنوان انجمن ملی حق رأی زنان آمریکا (NAWSA) ادغام شدند. 
1. ↑  Buhle & Buhle 1978, p. 90.
2. ↑  Scott & Scott 1982, pp. 16–17.
3. ↑  Scott & Scott 1982, p. 22.